# The Three Sisters (Irland)

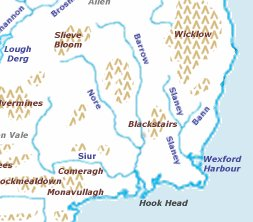
The Three Sisters

The Three Sisters (irisch: An Triúr Deirféar, dt. „Die drei Schwestern“) ist eine in Irland übliche Bezeichnung für die Flüsse Barrow, Suir und Nore.
Die Nore mündet in die Barrow, welche schließlich in den Unterlauf der Suir einmündet. Die Suir erweitert sich zu einem Ästuar, dem Waterford Harbour (Cuan Phort Láirge), welcher südlich von Waterford bei Dunmore East in die Keltische See einmündet. Zwischen Quelle und Mündung fächert sich der Verlauf der Flüsse auf und erstreckt sich über einen Großteil des südöstlichen Irland u. a. in den Countys Laois, Tipperary, Carlow, Kilkenny, Wexford und Waterford.